# Digitalt Museum
Digitalt Museum (som logotyp DigitaltMuseum) är en söktjänst med samlingar från museer, tillgänglig på Internet, som utvecklats av KulturIT AS med finansiering av Norsk kulturråd.
Digitalt Museum, som startade år 2009, innehåller objekt och information om samlingar hos många olika museer, föreningar och arkivinstitutioner. KulturIT AS bildades 2015 och ägs idag av Anno museum, Jærmuseet, Museene i Sør-Trøndelag, Nordiska museet, Norsk Folkemuseum och Stiftelsen Lillehammer museum. År 2021 var 75 museer i Sverige och 230 museer i Norge anslutna.